# 隱球菌病
隱球菌病（英語：Cryptococcosis、Cryptococcal disease）是一種可能致命的真菌疾病，主要由新型隱球菌、少數由格特隱球菌（過去被視為前者的變種），由吸入孢子造成感染，致病真菌分布於世界各地的土壤、腐木、鴿子糞便與樹洞等。此病主要感染肺部，也可能感染腦部而致腦膜炎，肺部感染的症狀包括咳嗽、呼吸困難、胸痛與發燒等，腦部感染的症狀則包括頭痛、發燒、頸部疼痛、噁心、嘔吐、畏光與認知障礙等。此外隱球菌也可能感染皮膚，造成充滿液體的壞死結節。新型隱球菌主要感染愛滋病患者等免疫缺陷者，格特隱球菌則可感染免疫正常者。此病的診斷一般經由腦脊液等樣本培養確認。主要治療藥物為氟康唑與兩性黴素B。
2009年的統計顯示全世界每年約有100萬例隱球菌腦膜炎，其中70萬例位於漠南非洲。1970年代以前隱球菌病的病例很少，後隨器官移植病人、免疫抑制劑使用者等高風險族群的增加而遞增。1980年代中期病例來到高峰，有約八成病患是愛滋病患者。另外因隱球菌常出現在鴿糞中，飼養鴿子的人感染隱球菌病的風險高於他人。

## 病原與感染形式
隱球菌病是一種伺機性感染，常感染愛滋病患者。其他易感者包括某些淋巴瘤患者（如霍奇金氏淋巴瘤）、结节病患者及長期使用糖皮質激素的患者。
造成隱球菌病的病原廣泛分布於全世界的土壤中。其流行因為某些原因而在近二十年內大幅增加，這些原因包括愛滋病的增加及免疫抑制藥物使用的增加。
在人類，隱球菌病的感染形式有三種：
- 造成傷口的皮膚感染
- 肺部感染
- 隱球菌型腦膜炎

隱球菌型腦膜炎被認為是透過肺部的感染擴散造成的。Cryptococcus gattii可感染免疫功能正常者。而兩種新型隱球菌（C. neoformans v. grubii及C. v. neoformans）通常只能感染免疫功能低下者。細胞免疫缺陷者（如愛滋病患者）猶為易感播散性隐球菌病。隱球菌病通常是致命的，特別是沒有接受治療的情況下。
雖然造成隱球菌病最常見的病原是新型隱球菌（感染免疫功能低下者），但C. gattii越來越常被識別為具感染免疫功能正常者能力的病原體，特別是在加拿大與澳洲。這可能是因為較少的暴露與較高的感染力，或是對這種病原特殊的免疫缺陷。

## 診斷
隱球菌病的症狀包括發燒、乏力、胸痛、乾咳、腹部腫脹、頭暈、視覺模糊及精神混亂 。
對腦脊髓液、痰液及尿液進行培養並檢測隐球菌抗原滴度可對隱球菌病進行確診。若為嚴症感染也可對血液進行培養檢測。隱球菌症很少感染非人類免疫缺乏病毒攜帶者的免疫功能正常者，即使感染了也很難診斷出來，在所有醫學文獻中，其報導量小於250例，且大多是患者死後才診斷出。

## 治療

### 免疫功能低下者
對于非愛滋病患者的免疫功能低下者隱球菌病的治療方法尚未得到深入研究。靜脈注射兩性黴素B與氟胞嘧啶可能有效。对因使用免疫抑制剂导致免疫功能低下而患隱球菌病的患者，应尽可能的减少免疫抑制剂的剂量，直至消除感染。
愛滋病患者通常對兩性黴素B與氟胞嘧啶的敏感性较低，因此在上述初步診斷後，可口服氟康唑 。何時開始針對人類免疫缺乏病毒治療的時間點目前仍不明朗，有項小型、較不具權威的研究建議應將對HIV的治療推遲十週，較能阻止因併發免疫重建炎症症候群而導致的死亡。

### 免疫功能正常者
在病原為C. gattii及C. grubii的隱球菌性腦膜炎中，已有發現併發免疫重建炎症症候群的案例，即在接受治療數月或數週後，腦膜炎的症狀突然惡化，甚至有新的神經系統症狀出現。核磁共振造影顯示腦部病變區域擴大，腦脊髓液異常值增多（白细胞数，蛋白质，葡萄糖）。腦脊髓液培養結果為無菌，且腦脊液隱球菌抗原滴度也沒有增加。炎症的進一步發展會造成腦損傷，並可能致命。
隱球菌性腦膜炎中，導致出現免疫重建炎症症候群的機制可能為之前由於隱球菌感染所導致的局部或系統免疫抑制，當使用抗真菌劑治療而消退感染後，免疫系統恢復對病原真菌的應答，產生大規模的炎症反應。在免疫重建炎症症候群產生時，系統性的服用糖皮質激素可能會有利於預防进行性神经系统惡化，並避免因此導致的死亡。
免疫重建炎症症候群可能是導致免疫正常者的症狀比免疫低下者更嚴重的原因，因為前者的病原通常為C. gattii或C. grubii，即會造成免疫重建炎症症候群的種類。

## 動物上的案例
貓與狗也可能患隱球菌病。隱球菌病是貓最常見的深部真菌感染，通常導致鼻腔與鼻竇的慢性感染，及皮膚的潰傷。在有些案例中可在鼻樑上因炎症而產生腫塊。隱球菌對貓造成的感染可能與FeLV病毒有關。
隱球菌病較易出現於貓狗，但牛、羊、山羊、馬、鳥類及其他野生動物也可能患此病。土壤及鳥類排泄物是病原菌的主要來源。

## 圖集

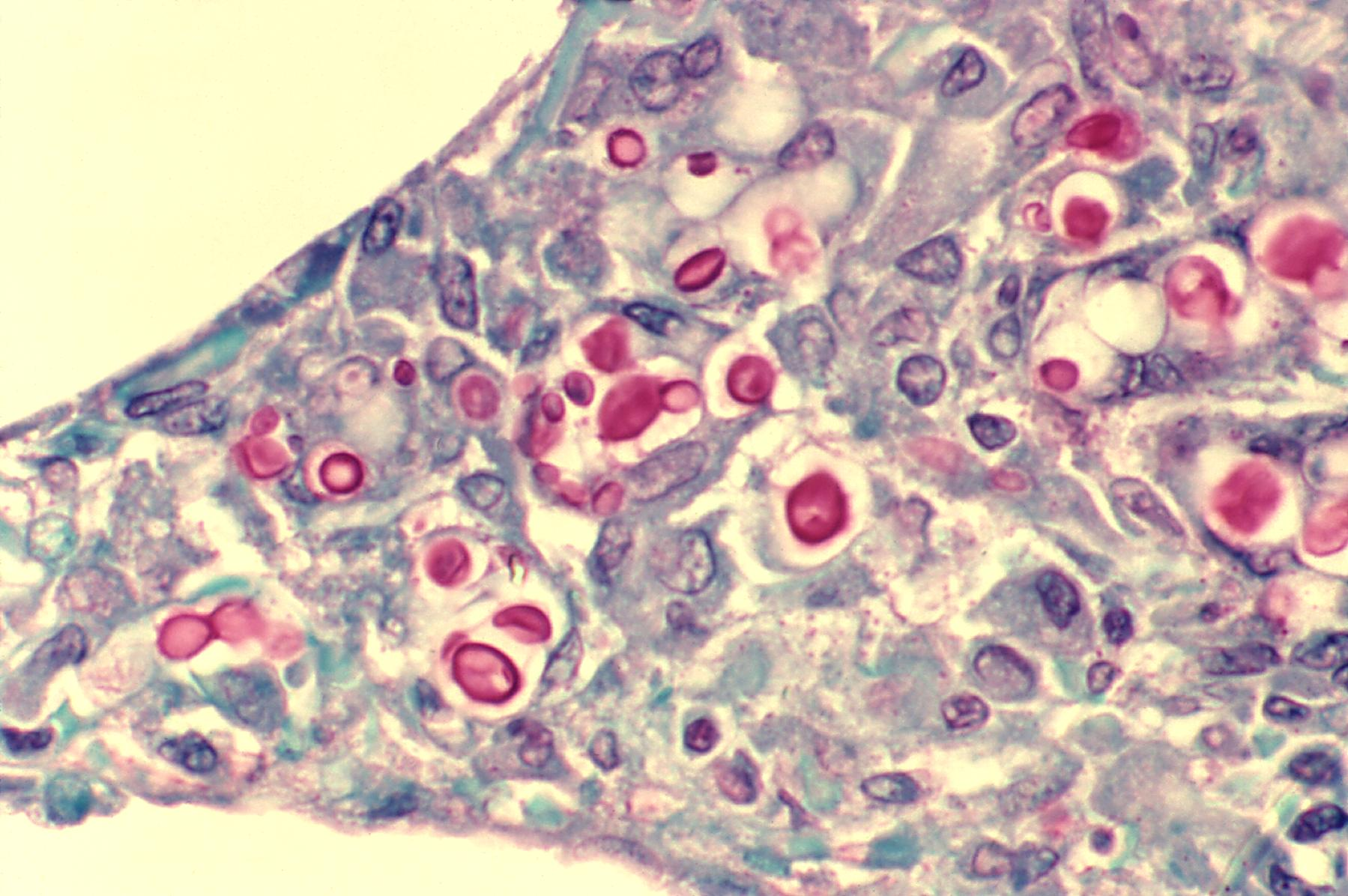
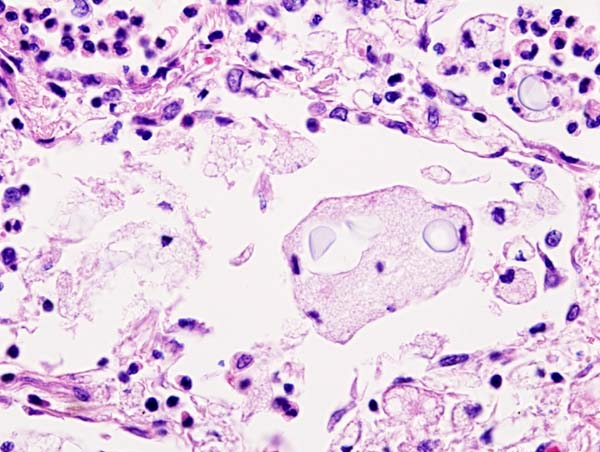
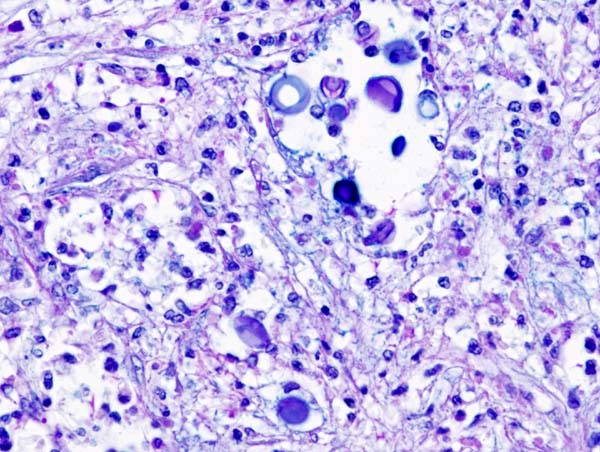
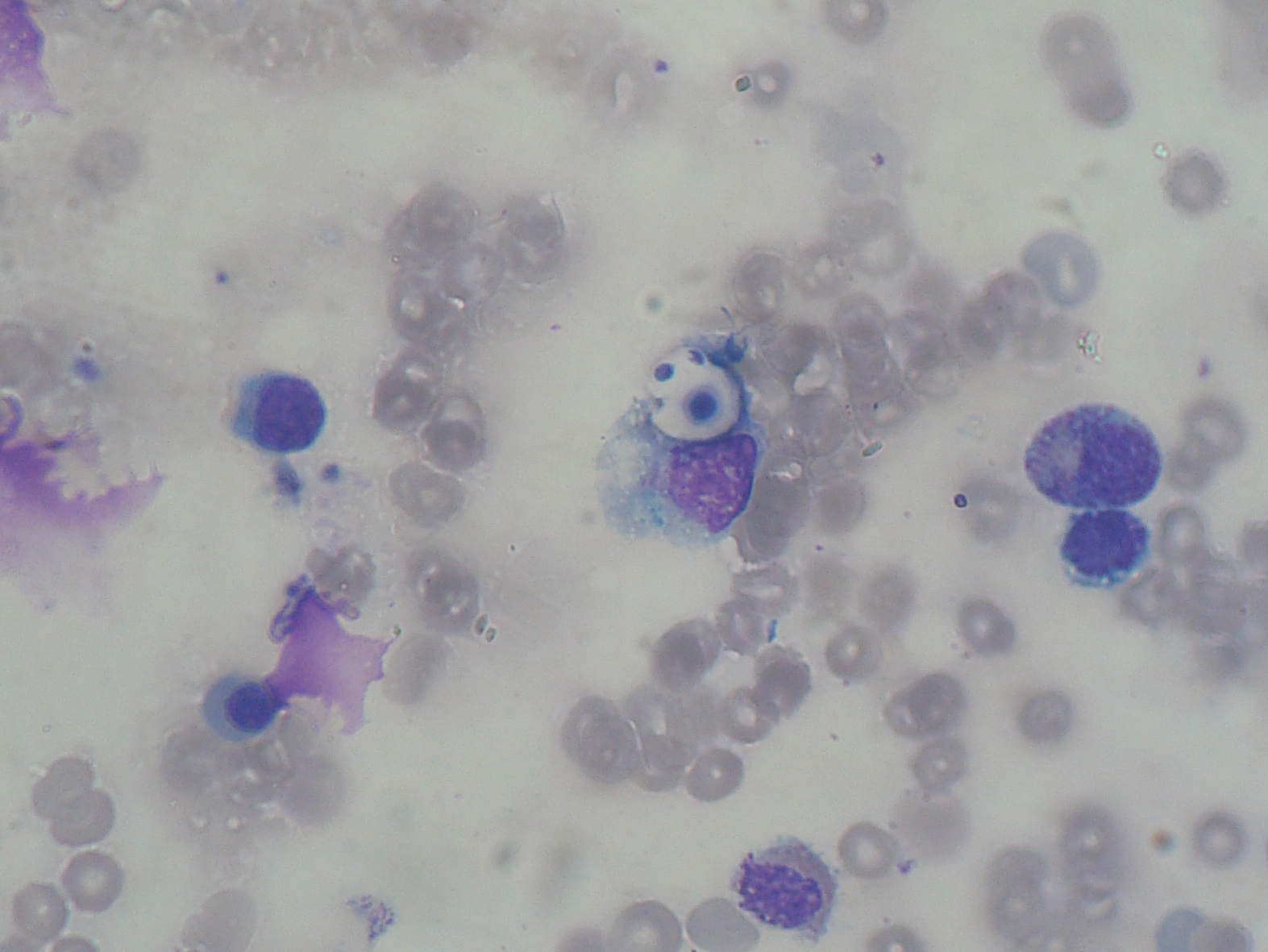
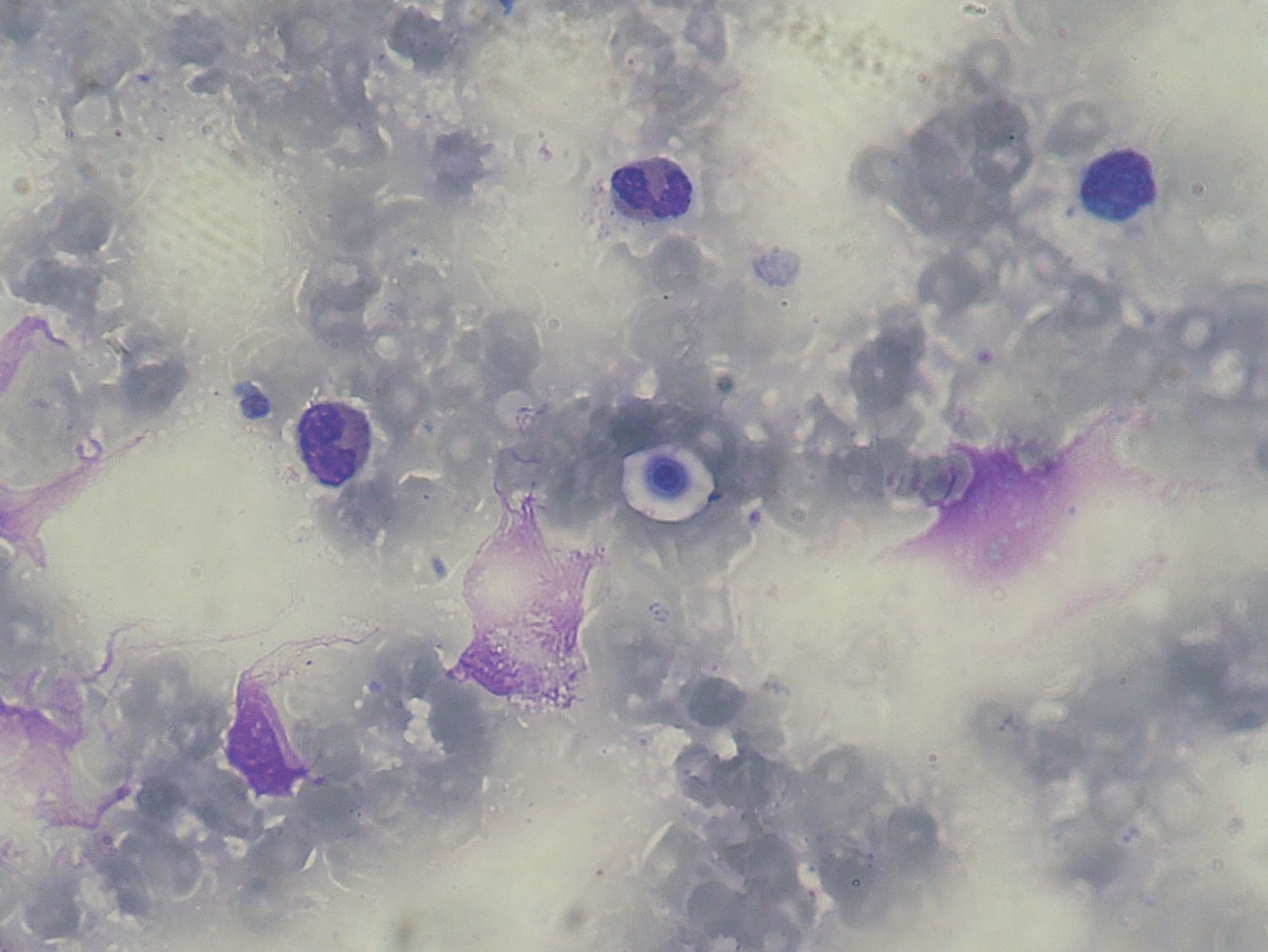
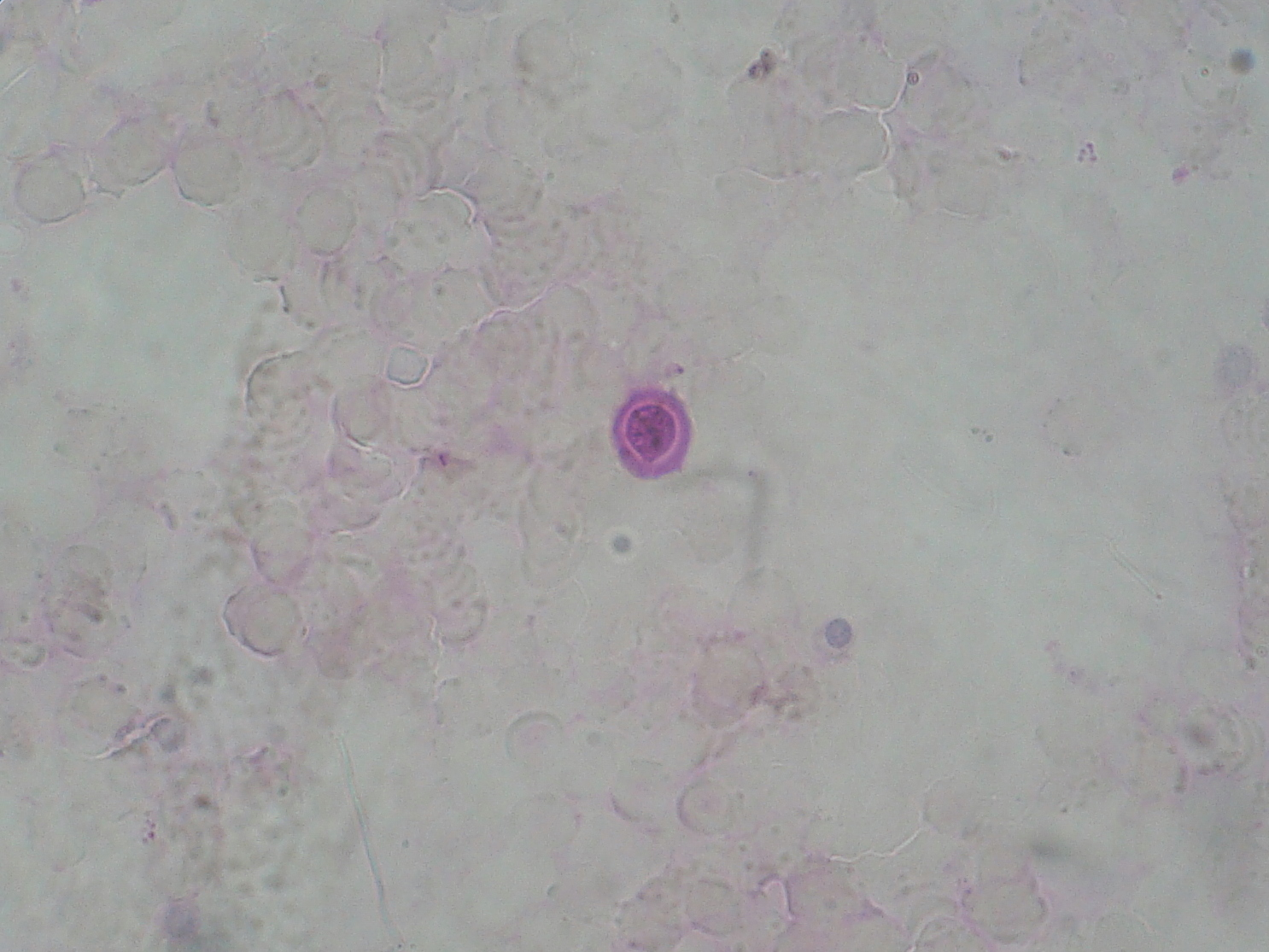

## 外部連結
- The Merck Manual
- Health AtoZ
- synd/1793 - Who Named It?
- See pathology video with commentary of brain tissue infested by cryptoccocus neoformans （页面存档备份，存于）